# Alopoglossus festae
Alopoglossus festae là một loài thằn lằn trong họ Gymnophthalmidae. Loài này được Peracca mô tả khoa học đầu tiên năm 1904.

## Hình ảnh

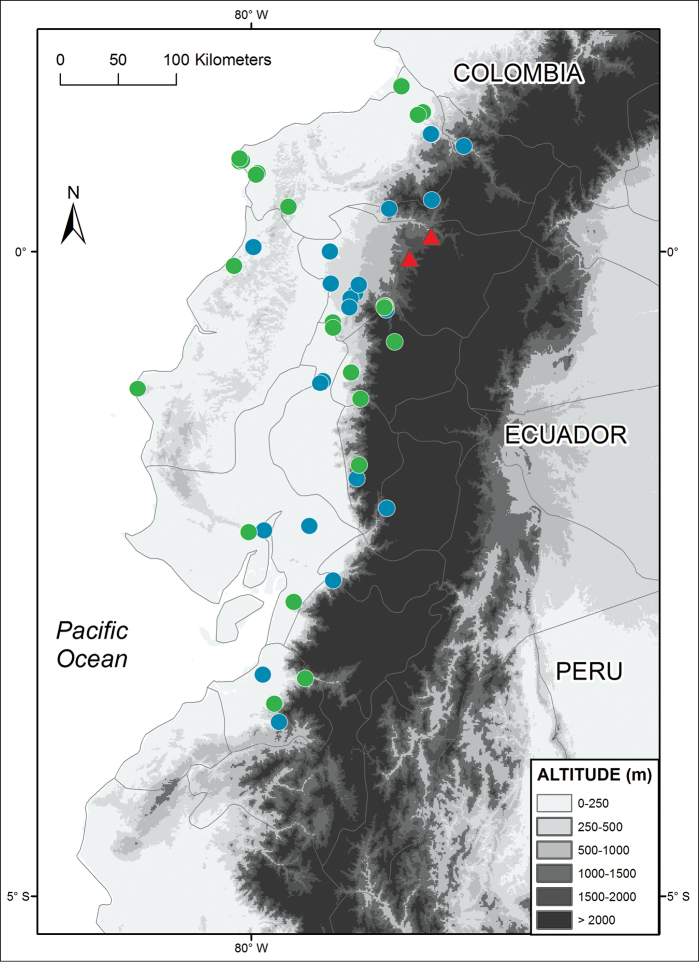